# Acido nitrosilsolforico
L'acido nitrosilsolforico è un derivato dell'acido solforico in cui un atomo di idrogeno è sostituito dal nitrosile.
Può essere preparato per reazione dell'acido nitroso con acido solforico:
HNO2 + H2SO4 → NOHSO4 + H2O
il composto si forma durante la preparazione dei sali di diazonio.
Si forma inoltre nel processo delle camere di piombo per recuperare il catalizzatore che è il diossido di azoto:
NO + NO2 + 2H2SO4 ⇄ 2NOHSO4 + H2O
l'equilibrio è regolato principalmente dalla concentrazione dell'acido solforico: se è presente in eccesso la reazione è spostata a destra, la diluizione riporta il sistema verso i reagenti. Essendo la reazione esotermica i prodotti sono favoriti dalla basse temperature.
La miscela di acido solforico e nitrosilsolforico viene chiamata "nitrosa".